# Grant Andrews
Grant Andrews (3 dicembre 1997) è un combinatista nordico statunitense.

## Biografia
Attivo in gare FIS dal gennaio del 2017, Andrews ha esordito in Coppa del Mondo il 18 gennaio 2019 a Chaux-Neuve (52º) e ai Campionati mondiali a Seefeld in Tirol 2019, dove è stato 48º nel trampolino lungo e 19º nella gara a squadre dal trampolino normale.

## Palmares

### Coppa del Mondo
- Miglior piazzamento in classifica generale: 55º nel 2024